# LGV Nizza-Olaszország
Az LGV Nizza-Olaszország egy új, valószínűleg nagysebességű, tervezett vasútvonal, amely lényegében a franciaországi Nizzát és az olaszországi Genovát köti össze. Az ügyet 2011. augusztus 31-én a Nemzeti Közvitabizottság elé utalták. Tekintettel arra, hogy a projekt megfelelőségét már megvitatták a Provence-Alpes-Côte d'Azur nagysebességű vasútvonalról 2005-ben tartott nyilvános vita során, a Nemzeti Bizottság úgy döntött, hogy nem szervez nyilvános vitát erről a projektről. Ehelyett azt javasolta, hogy az SNCF Réseau indítson konzultációt egy független személyiség, Philippe Marzolf égisze alatt. Erről a konzultációról jelentés készül, amelyet nyilvánosságra hoznak, és csatolnak a nyilvános vizsgálati dokumentációhoz.
A projektért az RFF felelős. A projekt keretében további vasúti pályák létesülnek Nizza és Olaszország között mintegy harminc kilométeres szakaszon. Három forgatókönyvet vizsgáltak, amelyek becsült költsége 1,5 és 5,2 milliárd euró között mozog. Az első forgatókönyv egy új pálya létrehozását irányozza elő, Nizza keresztezésével a meglévő vonalon vagy egy folyamatos alagútban. A második forgatókönyv a meglévő vonal átépítését irányozza elő a vágányok számának megduplázásával, a harmadik forgatókönyv pedig az előző két forgatókönyvet kombinálja.